# Bart Mollin
Bart Mollin (ur. 6 marca 1981 w Brasschaat) – belgijski narciarz alpejski, uczestnik Zimowych Igrzysk Olimpijskich 2010. Zakończył karierę w 2015 roku

## Kariera
Na arenie międzynarodowej po raz pierwszy pojawił się 20 grudnia 1996 roku podczas zawodów FIS Race we francuskim Merlette. Startował w slalomie, jednak nie ukończył drugiego przejazdu. 13 grudnia 1999 w Madonna di Campiglio w slalomie po raz pierwszy w karierze zmagał się o punkty do klasyfikacji Pucharu Świata. Nie ukończył jednak pierwszego przejazdu. W całej karierze Mollin nie zdobył ani jednego punktu.
Trzykrotnie startował na mistrzostwach świata juniorów, lecz nie odniósł na nich dobrych wyników, plasując się za każdym razem na odległym miejscu. Podobnie wyglądały jego starty już na seniorskich mistrzostwach świata – także i tam notował słabe występy. Olimpijczyk z Vancouver, gdzie wystartował w jednej konkurencji, w slalomie. Nie ukończył jednak pierwszego przejazdu.

## Osiągnięcia

### Igrzyska olimpijskie
| Miejsce | Dzień     | Rok  | Miejscowość | Konkurencja | Czas biegu | Strata | Zwycięzca        |
| ------- | --------- | ---- | ----------- | ----------- | ---------- | ------ | ---------------- |
| DNF1    | 27 lutego | 2010 | Vancouver   | Slalom      | -          | -      | Giuliano Razzoli |

### Mistrzostwa świata
| Miejsce | Dzień     | Rok  | Miejscowość            | Konkurencja | Czas biegu  | Strata   | Zwycięzca            |
| ------- | --------- | ---- | ---------------------- | ----------- | ----------- | -------- | -------------------- |
| DNF1    | 12 lutego | 1999 | Vail / Beaver Creek    | Gigant      | -           | -        | Lasse Kjus           |
| DNF1    | 14 lutego | 1999 | Vail / Beaver Creek    | Slalom      | -           | -        | Kalle Palander       |
| DNF1    | 12 lutego | 2003 | Sankt Moritz           | Gigant      | -           | -        | Bode Miller          |
| 47.     | 16 lutego | 2003 | Sankt Moritz           | Slalom      | 1:50,82 min | +10,16 s | Ivica Kostelić       |
| DNF1    | 12 lutego | 2005 | Bormio                 | Slalom      | -           | -        | Benjamin Raich       |
| BDNF1   | 14 lutego | 2007 | Åre                    | Gigant      | -           | -        | Aksel Lund Svindal   |
| DNF1    | 17 lutego | 2007 | Åre                    | Slalom      | -           | -        | Mario Matt           |
| 81.     | 18 lutego | 2011 | Garmisch-Partenkirchen | Gigant      | 2:19,51 min | -        | Ted Ligety           |
| 50.     | 20 lutego | 2011 | Garmisch-Partenkirchen | Slalom      | 1:45,80 min | -        | Jean-Baptiste Grange |
| DNF1    | 17 lutego | 2013 | Schladming             | Slalom      | -           | -        | Marcel Hirscher      |

### Mistrzostwa świata juniorów
| Miejsce | Dzień     | Rok  | Miejscowość | Konkurencja | Czas biegu  | Strata   | Zwycięzca             |
| ------- | --------- | ---- | ----------- | ----------- | ----------- | -------- | --------------------- |
| 63.     | 10 marca  | 1999 | Pra Loup    | Zjazd       | 1:12,61 min | +4,11 s  | Klaus Kröll           |
| 58.     | 11 marca  | 1999 | Pra Loup    | Supergigant | 1:17,77 min | +5,90 s  | Manfred Gstatter      |
| 61.     | 13 marca  | 1999 | Pra Loup    | Gigant      | 2:00,42 min | +12,32 s | Christoph Alster      |
| DNF2    | 14 marca  | 1999 | Pra Loup    | Slalom      | -           | -        | Massimiliano Blardone |
| 62.     | 21 lutego | 2000 | Quebec      | Zjazd       | 1:16,18 min | +5,41 s  | Thomas Graggaber      |
| 58.     | 22 lutego | 2000 | Quebec      | Supergigant | 1:21,93 min | +6,24 s  | Klaus Kröll           |
| DNF2    | 25 lutego | 2000 | Quebec      | Slalom      | -           | -        | Daniel Défago         |
| 54.     | 26 lutego | 2000 | Quebec      | Gigant      | 2:02,16 min | +10,07 s | Georg Streitberger    |
| DNS1    | 7 lutego  | 2001 | Verbier     | Supergigant | -           | -        | Christoph Kornberger  |

### Puchar Świata
W swojej karierze Mollin nie zdobywał punktów PŚ.